# Lago Gaspereau
El Lago Gaspereau (en inglés: Gaspereau Lake) es un lago en el condado de Kings, Nueva Escocia, Canadá, a unos 10 km al sur de la ciudad de Kentville, en la misma provincia en la cadena montañosa conocida como South Mountain. Es el lago más grande en el condado de Kings, y el quinto lago más grande de Nueva Escocia. El lago es poco profundo con docenas de islas boscosas y cientos de islotes rocosos (llamados skerries).
El nivel de agua del lago es controlado por Nova Scotia Power. A la salida natural al río Gaspereau, en la esquina noreste del lago, hay una presa de control y escalera de pesca. Otra presa de control en la esquina sureste del lago controla la salida de un canal que desvía el agua a las estaciones hidroeléctricaos en las secciones inferiores del sistema del río Gaspereau.
A finales de la primavera los peces del mismo nombre, Gaspereau (alosa) migran desde el océano hasta el río Gaspereau , y desovan en las aguas poco profundas del lago.